# Seznam nemovitých kulturních památek v Česku
Tato stránka obsahuje odkazy na seznamy nemovitých kulturních památek v České republice podle okresů, uspořádané podle samosprávných krajů. Seznamy jsou založené Ústředním seznamu kulturních památek, spravovaném Národním památkovým ústavem. Movité kulturní památky nejsou z bezpečnostních důvodů ve veřejně přístupném rozhraní státního seznamu uvedeny. Podle databáze MonumNet bylo k 12. září 2015 v České republice evidováno 40 346 nemovitých kulturních památek. Památkově chráněné jsou i leckteré objekty, které už fakticky zanikly nebo ztratily hodnotu, ale ochrana z nich ještě nebyla sňata. Databáze MonumNet evidovala (k 12. září 2015) též 3310 bývalých památek, které již nejsou chráněny, protože zanikly nebo jim byla z jiného důvodu (například kvůli ztrátě památkové hodnoty nebo změně hodnotících kritérií) odejmuta ochrana. Některé památky jsou jednotlivými budovami  nebo plastikami, jindy je jako jedna památka veden třeba i rozsáhlý komplex (Pražský hrad, Vyšehrad) anebo soubor souvisejících objektů, leckdy zasahující do více katastrálních území, obcí či okresů. 
Ve zde odkazovaných seznamech jsou jednotlivé položky vybaveny ilustračními fotografiemi a ikonkami pro snadnější nahrávání fotografií do příslušné kategorie dané památky v projektu Wikimedia Commons, též jsou uvedena státní rejstříková čísla památek, která fungují jako hypertextové odkazy na příslušný záznam v Památkovém katalogu.
V samostatných seznamech jsou uvedeny národní kulturní památky, městské památkové rezervace, městské památkové zóny, vesnické památkové rezervace, vesnické památkové zóny, archeologické památkové rezervace a krajinné památkové zóny; nejcennější objekty památkových zón a rezervací většinou bývají kulturními památkami.